# Carla Díaz
Carla Díaz Mejía (Madrid, 19 luglio 1998) è un'attrice, ballerina e modella spagnola, nota per aver interpretato il ruolo di Nayat Ben Barek nella serie Il Principe - Un amore impossibile e per quello di Elisa Silva Torrealba nella soap Sei sorelle.

## Biografia
Carla Díaz ha iniziato la sua carriera di attrice a nove anni tramite l'agenzia pubblicitaria Delphoss, comparendo in diverse pubblicità (come Ritorno a scuola a El Corte Inglés o Hugo, la sciarpa solidale), finché nel 2008 ha avuto l'opportunità di partecipare a un episodio pilota, Oceanografico, diretto da Salvador Calvo e poi nei suoi primi cortometraggi, I piani di Cecilia, Hilos e Lunae nelle sue prime apparizioni televisive in El internado, Águila Roja e Aída. Nel 2010 ha ottenuto il suo primo ruolo fisso nella serie Punta Escarlata e poco dopo in Tierra de lobos come Rosa Lobo, partecipando alle tre stagioni trasmesse su Telecinco.
Nel 2014 è entrata a far parte del cast della serie Hermanos, in onda su Telecinco. Nello stesso anno è entrata a far parte della serie, sempre di Telecinco, Il Principe - Un amore impossibile (El Príncipe) in cui ricopre il ruolo di Nayat, una ragazza di 12 anni di origine musulmana. Dal 2015 al 2017 è stata scelta per interpretare il ruolo di Elisa Silva Torrealba nella serie Sei sorelle (Seis hermanas), per La 1; una serie quotidiana ambientata nel 1913 che racconta la storia di sei sorelle dell'alta borghesia che, dopo la morte del padre, devono rilevare la fabbrica tessile di famiglia. Ha abbinato le riprese del film televisivo Teresa D'Avila - Il castello interiore, trasmesso su La 1. Il film racconta la vita di Santa Teresa de Jesús.
Nel 2018 è entrata a far parte della sesta stagione di Amar es para siempre su Antena 3, interpretando Belén Tuñón. Nel 2019 ha interpretato il ruolo di Ana Montrell nella serie televisiva spagnola La caccia - Monteperdido (La caza: Monteperdido), dando vita a una delle ragazze scomparse del paese.
Nel 2020 e nel 2021 è entrata a far parte del cast principale della serie Madri - Una vita d'amore (Madres. Amor y vida), dove ha interpretato il ruolo di Elsa Tadino Ballesteros, la figlia immaginaria di Marián Ballesteros Díaz (interpretata da Belén Rueda). La serie è stata trasmessa su Amazon Prime Video e Telecinco ed è stata interpretata dall'attrice in tre stagioni. Nel 2021 si è unita al cast principale della quarta stagione di Élite, interpretando il ruolo di Ari. L'anno successivo, nel 2022, ha recitato nei film Mañana es hoy diretto da Nacho G. Velilla e in M.A.D.R.E.S. diretto da Rubén Pascual Tardío (nel ruolo di Rocío). Nel 2023 ha recitato nella serie di Movistar Plus+ La Mesías.

## Filmografia

### Cinema
- Mañana es hoy, regia di Nacho G. Velilla (2022)
- M.A.D.R.E.S., regia di Rubén Pascual Tardío (2022)
- Delicious, regia di Nele Mueller-Stöfen (2025)

### Televisione
- El internado – serie TV, episodio 6x02 (2009)
- Águila Roja – serie TV, episodio 1x12 (2009)
- Aída – serie TV, episodio 8x02 (2010)
- La pecera de Eva – serie TV (2010)
- Tierra de Lobos - L'amore e il coraggio (Tierra de lobos) – serie TV, 42 episodi (2010-2014)
- Punta Escarlata – serie TV, 9 episodi (2011)
- Carmina – miniserie TV (2012)
- Hermanos – serie TV, episodi 1x05-1x06 (2014)
- Il Principe - Un amore impossibile (El Príncipe) – serie TV (2014-2016)
- Teresa D'Avila - Il castello interiore, regia di Jorge Dorado – film TV (2015)
- Sei sorelle (Seis hermanas) – soap opera, 254 episodi (2015-2017)
- Traición – serie TV, 4 episodi (2018)
- Paquita Salas – serie TV, episodio 2x05 (2018)
- Per sempre (Amar es para siempre) – telenovela, 9 episodi (2018)
- La caccia - Monteperdido (La caza. Monteperdido) – serie TV, 8 episodi (2019)
- Madri - Una vita d'amore (Madres. Amor y vida) – serie TV, 28 episodi (2020-2021)
- Élite – serie TV, 24 episodi (2021-2023)
- Élite: Storie brevi (Élite: historias breves) – miniserie TV, 3 episodi (2021)
- La Mesías – serie TV, 7 episodi (2022)

### Cortometraggi
- La Tarotista, regia di Martina Hache (2021)
- Es Navidad, regia di Rubén Pascual Tardío (2021)

## Doppiatrici italiane
Nelle versioni in italiano dei suoi film e delle sue serie TV, Carla Díaz è stata doppiata da:
- Deborah Morese[20] in Tierra de Lobos - L'amore e il coraggio[21], in Per sempre[22]
- Emanuela Ionica[23] in Il Principe - Un amore impossibile[24]
- Lavinia Paladino[25] in Élite[26]
- Rossa Caputo[27] ne La caccia - Monteperdido[28], in Madri - Una vita d'amore[29]
- Simona Chirizzi[30] in Sei sorelle[31]
- Chiara Fabiano in Delicious